# Suona
Le suona (chinois simplifié : 唢呐 ; chinois traditionnel : 嗩吶 ; pinyin : suǒ nà), laba (喇叭, lǎbā) ou haidi (海笛, hǎidí, « flûte de mer ») est une chalemie — instrument à vent à anche double — chinoise similaire à la zurna turque, dont il tire son nom. 
C'est un instrument sonore très fréquent dans le folklore chinois, particulièrement dans la province de Shandong. Il apparaît dans une peinture de la Route de la soie dès le Ve siècle mais ne figure par écrit qu'à partir de la dynastie Ming (1368–1644). C'est un instrument qui a intégré le folklore cubain, sous le nom de Trompeta china (trompette chinoise), à la suite de son importation par des immigrants chinois.

## Facture

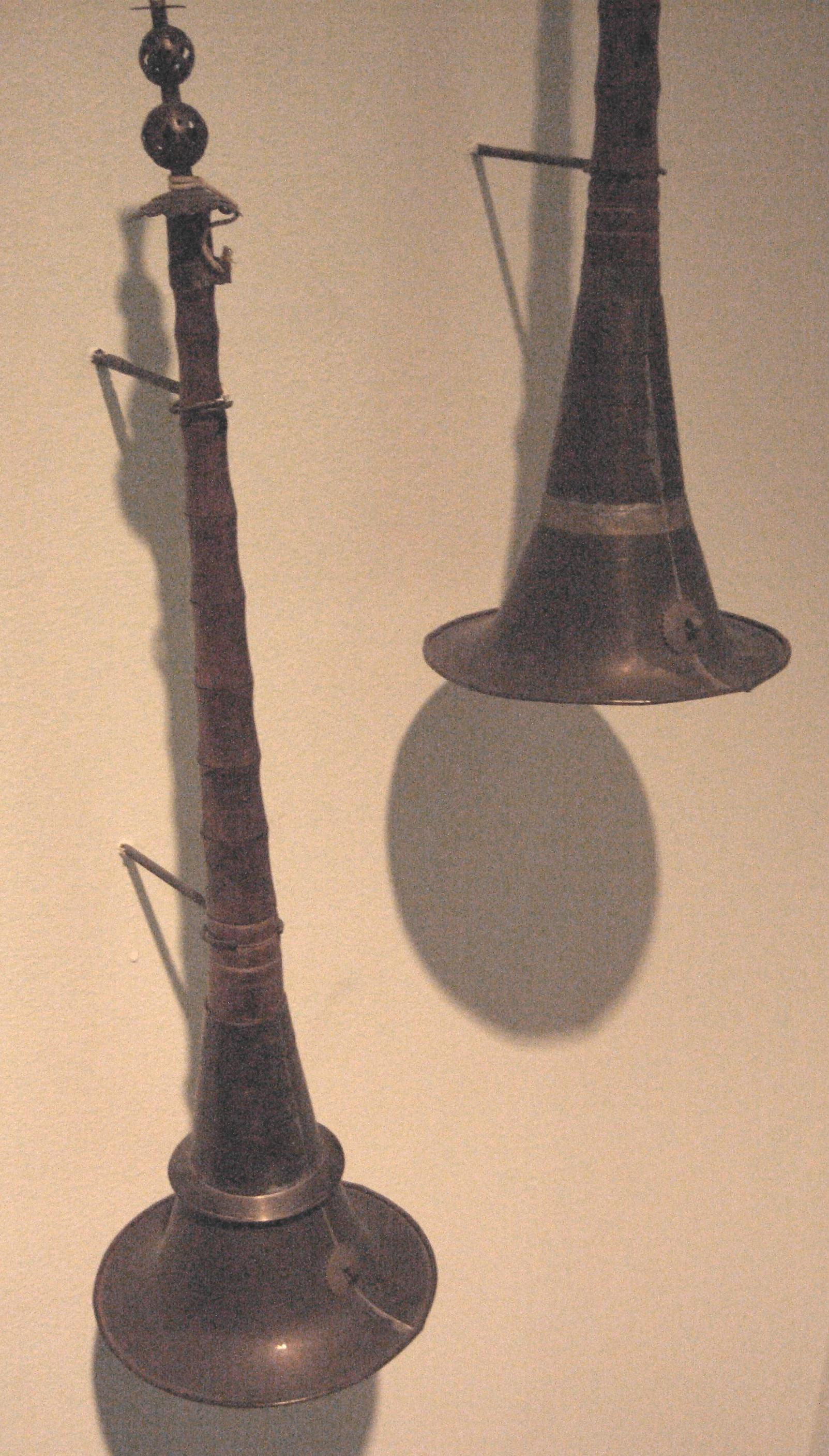
Suona

L'intérieur de la suona est de perce conique en bois, avec une embouchure en cuivre où est fixée une anche double en roseau. L'instrument se termine, à l'autre extrémité, par un pavillon évasé en métal.
Il en existe de tailles différentes, y compris avec des clés pour le jeu chromatique : zhongyin suona, cizhongyin suona, et diyin suona. Le haidi est la version la plus petite avec 2,9 cm de haut.

## Jeu
Il est surtout utilisé dans des ensembles appelés chuida or guchui, avec le sheng, et des gongs ou des tambours, durant les mariages. Il couvre deux octaves.
En voici quelques instrumentistes reconnus :
- Liu Qi-Chao (刘起超)
- Liu Ying (刘英)
- Song Baocai (宋保才)

Le saxophoniste de jazz Dewey Redman (1931-2006) en jouait, et l'appelait "musette".

## Liens
- (zh) Site web
- « MP3 »(Archive.org • Wikiwix • Archive.is • Google • Que faire ?)